# Floyd James Thompson
Floyd James "Jim" Thompson (8 tháng 7 năm 1933 - 16, tháng 7 năm 2002) là tù nhân chiến tranh bị giam giữ lâu nhất trong lịch sử nước Mỹ, với gần 9 năm làm tù binh ở Việt Nam.

## Tuổi trẻ
Thompson đã làm việc cho siêu thị A&P trước khi bị gọi đi quân dịch vào ngày 14 tháng 6 năm 1956. Thompson lúc đầu là một quân nhân bất trị và hung hăng nhưng sau đó đã nhận ra rằng mình phù hợp với môi trường quân đội. Sau thời gian huấn luyện cơ bản ở căn cứ Fort Dix, New Jersey, Thompson đã quyết định gắn bó cuộc đời mình với binh nghiệp.

## Binh nghiệp
Sau khi tốt nghiệp trường Officer Candidate School, Thompson phục vụ ở Mỹ và có một năm ở Triều Tiên. Ông được điều động đến Fort Bragg khi ông được tuyển vào Lực lượng Đặc biệt của Quân đội để làm biệt kích.

### Chiến tranh Việt Nam
Đại úy Thompson đến Việt Nam tháng 12 năm 1963. Trước khi nhận nhiệm vụ, ông chưa từng nghe đến đất nước này. Theo kế hoạch, ông chỉ thực hiện nhiệm vụ trong vòng 6 tháng nhưng đã bị bắt vào ngày 26 tháng 3 năm 1964. Ông được trả tự do vào ngày 16 tháng 3 năm 1973, thêm 10 ngày nữa thì đủ chín năm giam cầm.

### Bị bắt
Ngày 26 tháng 3 năm 1964, chiếc máy bay do thám L-19/O-1 Bird Dog do đại úy Richard L. Whitesides và đại úy Lực lượng Đặc biệt Hoa Kỳ Floyd J. Thompson đã bị bắn hạ bởi súng hạng nhẹ tại tọa độ 16°39′12″B 106°46′21″Đ / 16,65333°B 106,7725°Đ (thuộc Quảng Trị, miền Nam Việt Nam), cách căn cứ Lực lượng Đặc biệt của Thompson 20 km.
Sau va chạm, Thompson đã bị bỏng, bị một viên đạn sượt qua má và bị gãy lưng nhưng vẫn sống sót. Lập tức Thompson bị Việt Cộng bắt làm tù binh. Whiteides bị mất tích. Việc tìm kiếm cả trên không và lùng sục trên mặt đất đều không không thể tìm ra bất cứ mảnh vụn nào của máy bay.
Ngày hôm sau, một viên chức quân đội đến thăm nhà Thompson và thông báo với người vợ đang mang bầu của ông, Alyce, rằng ông đã mất tích. Cú sốc này đã tác động khiến Alyce đau đẻ và ngay đêm hôm đó đã sinh con trai.

## Tù nhân chiến tranh
Thompson đã phải chịu sự giam cầm 9 năm tiếp theo. Đầu tiên, Thompson bị các chiến sĩ giải phóng quân giam giữ rồi sau đó được gửi ra Hà Nội. Trong trại giam, Thompson đã được đối xử rất tốt,  Ông được trả tự do vào giữa tháng 3 năm 1973 trong Chiến dịch Homecoming.

## Huân chương
| Distinguished Service Medal | Silver Star | Legion of Merit | Bronze Star | Prisoner of War Medal | Vietnam Service Medal | Vietnam Military Merit Medal |
| --------------------------- | ----------- | --------------- | ----------- | --------------------- | --------------------- | ---------------------------- |
|                             |             |                 |             |                       |                       |                              |
|                             |             |                 |             |                       |                       |                              |